# Saint-Victoret
 Saint-Victoret  es una comuna y población de Francia, en la región de Provenza-Alpes-Costa Azul, departamento de Bocas del Ródano, en el distrito de Istres y cantón de Marignane.
Su población en el censo de 1999 era de 6.810 habitantes. Forma parte de la aglomeración urbana de Marsella-Aix-en-Provence.
Está integrada en la Communauté urbaine Marseille Provence Métropole .

## Demografía
| 3 605 | 4 880 | 5 436 | 5 571 | 6 047 | 6 810 |
| Para los censos de 1962 a 1999 la población legal corresponde a la población sin duplicidades (Fuente: INSEE [Consultar]) |       |       |       |       |       |

- Datos: Q640703
- Multimedia: Saint-Victoret / Q640703

1. ↑  INSEE, Datos de población para el año 2012 de Saint-Victoret (en francés).